# Shimazu Iehisa
Shimazu Iehisa (島津 家久 1547 – 10 tháng 7, 1587) là một samurai Nhật Bản sống ở thời Chiến Quốc. Ông là thành viên dòng họ Shimazu của tỉnh Satsuma. Ông đã chỉ huy chiến dịch xâm lược Kyūshū của dòng họ mình.